# Unholy (banda)
Unholy es una banda de avant-garde doom metal fundada en Finlandia en 1988, fueron uno de los primeros grupos de doom metal en su país de origen.

## Inicio-separación
Originalmente comenzó como una banda de black metal/doom metal con el nombre de Holy Hell. Después de grabar su primer demo, "Matar a Jesús", cambiaron su nombre por el de Unholy. La banda alcanzó popularidad underground con su próxima demo y el viaje 1991 EP Trip to Depressive Autumn, y firmó con la disquera Lethal Records, un sello discográfico austriaco que lanzó el primer álbum de la banda, From the Shadows, en 1993. Unholy entonces firmados con Avantgarde Music para el siguiente álbum, The Second Ring of Power, pero la banda se disolvió poco después de su lanzamiento en 1994. Sin embargo, se volvieron a formar sólo dos años más tarde.
Unholy lanzó sus dos últimos álbumes, Rapture y Gracefallen, también a través de Avantgarde Music. La banda anunció su separación el 25 de marzo de 2002

## Regreso y separación definitiva
En 2008 Unholy inició una cooperación con la disquera Ahdistuksen Aihio para relanzar todos los demos en vinilo, la cual se estrenó en la primavera de 2011 con el folleto de la historia completa de la banda. Después Peaceville Records compró los derechos de los álbumes de Unholy a Avantgarde Music y comenzaron a negociar para volver a la emisión de todos los álbumes de larga duración. Gracefallen consiguió un bonus track "Gone", que fue lanzado originalmente durante las sesiones de grabación de Gracefallen, pero se quedó fuera de la versión original. Rupture incluye dos bonus tracks en vivo del año 1999. The Second Ring of Power no sólo consiguió completamente nuevo diseño de la portada, también incluyó DVD de 45 minutos de duración de un concierto en 1994.
En el comienzo del año 2012 Unholy comenzó a hacer los preparativos y ensayos para el proyecto de regreso y despedida con la llamada formación original, este proyecto duraría sólo para el verano de 2012, después la banda iba a separarse de nuevo. La Banda realizó cuatro shows en vivo en festivales al aire libre en el verano de 2012, 2 en Finlandia, 1 en Alemania y 1 en Rumanía. En otoño de ese año la banda anunció en su web oficial "Nos quitamos el sombrero", refiriéndose a que la banda se retiró como estaba previsto.

## Alineación, verano 2012
- Pasi Äijö – vocalista, bajo
- Ismo Toivonen – guitarra líder y rítmica
- Jarkko Toivonen – guitarra líder y rítmica
- Jan Kuhanen – baterista

## Alineación después de Gracefallen
- Pasi Äijö – vocalista, bajo
- Ismo Toivonen – guitarra líder y rítmica
- Jade Vanhala – guitarra líder y rítmica
- Jan Kuhanen – baterista
- Veera Muhli – coro, teclados

### Miembros formadores
- Jarkko Toivonen – guitarra líder y rítmica
- Kimmo Hänninen – baterista

## Discografía

### Álbumes
- From the Shadows (1993)
- The Second Ring of Power (1994)
- Rapture (1998)
- Gracefallen (1999)

### EP
- Trip to Depressive Autumn (1992)

### Demos
- Kill Jesus (1989)
- Procession of Black Doom (1990)
- Demo 11.90 (1990)